# لقنة (حضرموت)
لقنه هي إحدى قرى الجمهورية اليمنية. تتبع جغرافيا لمحافظة حضرموت و إداريًا لمديرية غيل بن يمين. يبلغ تعداد سكانها 1158 نسمة حسب الإحصاء الذي أجري عام 2004.